# Jakob Geiger
Jakob Geiger (* 16. Juni 1854 in Richen; † 25. April 1925 ebenda) war Landwirt und Gastwirt in Richen. Er gehörte von 1909 bis 1912 der zweiten Kammer der Badischen Ständeversammlung an. 

## Leben
Er war der uneheliche Sohn der Margarete Gebhardt, deren späterer Ehemann, der Richener Landwirt Heinrich Geiger, 1858 die Vaterschaft anerkannte. Jakob Geiger besuchte die Volksschule in Richen und machte sich 1880 als Landwirt selbstständig. Ab 1898 führte er auch die Gastwirtschaft Zur Sonne in Richen und nahm dort ebenfalls noch verschiedene Ehrenämter wahr. Von 1909 bis 1912 gehörte er als Abgeordneter des 66. Wahlbezirks (Amtsbezirk Eppingen und Teile der Amtsbezirke Wiesloch und Sinsheim) der zweiten badischen Kammer an, wo er zur nationalliberalen Fraktion zählte und Mitglied der Petitionskommission war. Er nahm rege am parlamentarischen Leben teil.